# Margitès
Le Margitès (du grec ancien μάργος, « fou ») est un poème comique en grec ancien qui a longtemps été attribué à Homère,, mais dont l'auteur est inconnu. Composé en hexamètres entrecoupés de trimètres iambiques, il développe une parodie des épopées archaïques. Seuls quelques fragments nous en sont parvenus.

## Histoire
Le personnage principal, Margitès, qui donne son nom au poème, est un simple d'esprit à la stupidité légendaire, qui ne sait pas compter au-delà de cinq et ignore si c'est sa mère ou son père qui l'a mis au monde. Platon, qui évoque le poème dans l’Alcibiade mineur, indique que Margitès savait faire beaucoup de choses mais pas une seule comme il faut.

## Postérité
Le Margitès semble avoir été très connu dans l'Antiquité. Aristote, dans la Poétique, indique que le Margitès contribua à ébaucher le genre de la comédie, de la même façon qu'il considère que l’Iliade et l’Odyssée ont inspiré le genre tragique,.